# Gambia Armed Forces FC
Gambia Armed Forces Football Club w skrócie Gambia Armed Forces FC – gambijski klub piłkarski mający siedzibę w stolicy kraju, Bandżulu. Drużyna występuje w pierwszej lidze.

## Sukcesy
- I liga[1]:
  - mistrzostwo (3):  2003, 2009, 2016/2017.

- Puchar Gambii[2]:
  - zwycięstwo (1): 2018.

## Występy w afrykańskich pucharach
| Sezon     | Rozgrywki           | Runda   | Kraj                     | Klub             | Dom | Wyjazd | Dwumecz |
| --------- | ------------------- | ------- | ------------------------ | ---------------- | --- | ------ | ------- |
| 2004      | Liga Mistrzów       | wstępna | Senegal                  | ASC Jeanne d’Arc | 0–3 | 0–3    | 0–6     |
| 2005      | Puchar Konfederacji | wstępna | Gwinea                   | CI Kamsar        | –   | –      | –       |
| 2010      | Liga Mistrzów       | wstępna | Algieria                 | JS Kabylie       | 1–2 | 0–3    | 1–5     |
| 2018      | Liga Mistrzów       | wstępna | Zambia                   | Zanaco FC        | 1–3 | 0–3    | 1–6     |
| 2018/2019 | Puchar Konfederacji | wstępna | Wybrzeże Kości Słoniowej | FC San Pédro     | 0–1 | 1–1    | 1–2     |
| 2020/2021 | Liga Mistrzów       | wstępna | Senegal                  | Teungueth FC     | 1–1 | 0–2    | 1–3     |

## Stadion
Domowe mecze klub rozgrywa na stadionie o nazwie Serrekunda East Park w Serrekundzie, który może pomieścić 2000 widzów.